# Castanilla quinquemaculata
Castanilla quinquemaculata är en spindelart som beskrevs av Lodovico di Caporiacco 1936. Castanilla quinquemaculata ingår i släktet Castanilla och familjen flinkspindlar.
Artens utbredningsområde är Libya. Inga underarter finns listade.